# Пирожница
Пиро́жница — подставка для пирогов в русском быту в северных губерниях европейской части России вплоть с XVIII века и до конца XIX века.
Пирожница использовалась как для выпекания пирогов в русской печи, так и для их выкладки после выпечки. В этой функции пирожница выступала предшественницей противня и выглядела как плоский деревянный лоток на четырёх коротких ножках. Пирожницу задвигали в печь на хорошо очищенное от горячей золы и углей место. Вынутый из печи готовый пирог оставляли остывать на той же пирожнице, накрыв его скатертью или куском льняной ткани. Считалось, что пирог будет вкуснее, если остынет медленно. Пирожницами также называли украшенную резьбой деревянную посуду, предназначенную для подачи пирогов на стол, и тогда они выглядели как круглые или продолговатые плоские сосуды на маленьких ножках.